# Libera, amore mio!
Libera, amore mio! è un film del 1975 diretto da Mauro Bolognini.
Fu girato nel 1973 ma venne distribuito soltanto due anni dopo, nel 1975, per problemi di censura.

## Trama
Nel corso degli anni '30, Libera (Claudia Cardinale), figlia di un anarchico esiliato dal fascismo a Ustica, interpretato da Adolfo Celi, contesta, protesta, lotta contro il regime fascista. Insieme alla famiglia, viene perseguitata dal regime ed aiuta la Resistenza. Alla fine della Seconda guerra mondiale, continua a protestare contro la presenza di ex gerarchi nella pubblica amministrazione, finché non viene uccisa da un cecchino fascista, per strada.